# Yxenhult
Yxenhult är en bebyggelse, belägen vid utefter länsväg M 1840, där den möter länsväg M 1890, i Skånes-Fagerhults socken i Örkelljunga kommun. Mellan 2015 och 2020 avgränsade SCB här en småort.